# Łuk triumfalny w Vácu
Łuk triumfalny – łuk triumfalny znajdujący się w miejscowości Vác w północnych Węgrzech. Najstarszy barokowy łuk triumfalny w Europie poza terytorium Francji.
Łuk zaprojektowany przez Izydora Canevale został zbudowany w 1764 roku.